# Julio Casas Regueiro
Julio Casas Regueiro (1936 – 2011) là tướng lĩnh và chính khách người Cuba. Ông là Phó Chủ tịch Hội đồng Nhà nước kiêm Bộ trưởng Bộ Quốc phòng, hàm Thượng tướng (General de Cuerpo de Ejército).

## Thân thế sự nghiệp
Regueiro sinh ngày 18 tháng 2 năm 1936. Từng được đào tạo để trở thành kế toán viên, ông tham gia lực lượng vũ trang của Fidel Castro vào năm 1958. Sau khi chế độ của nhà độc tài Fulgencio Batista bị lật đổ vào năm 1959, Regueiro được đào tạo về quân sự tại Liên Xô. Ông từng cùng quân đội Cuba sang Ethiopia để giúp đỡ cuộc kháng chiến giành độc lập của nhân dân nước này.
Trước đây, Regueiro là Thứ trưởng Bộ MINFAR phụ trách các Hoạt động kinh tế và chịu trách nhiệm quản lý Cuba Holding Company, GAME SA, là công ty tổ chức cho các hoạt động thương mại thuộc MINFAR, Bộ Lực lượng vũ trang Cuba. Nó quản lý của ngành công nghiệp du lịch hấp dẫn của Cuba (chẳng hạn như Công ty Gaviota) cùng với nông nghiệp, xuất nhập khẩu các doanh nghiệp, cửa hàng bán lẻ và các doanh nghiệp khác.
Ngày 24 tháng 2 năm 2008, ông được bổ nhiệm làm Phó chủ tịch Hội đồng Nhà nước kiêm Bộ trưởng Bộ Quốc phòng, kế nhiệm vị bộ trưởng cầm quyền trong thời gian dài Raúl Castro, người đã được bầu là Chủ tịch Cuba trong cùng một ngày. 
Ngày 3 tháng 9 năm 2011, ông qua đời vì suy tim
Chính phủ Cuba tổ chức lễ tang của tướng Regueiro theo nghi lễ cấp nhà nước.